# 59 км (зупинний пункт, Одеська залізниця)
59 кілометр — пасажирський залізничний зупинний пункт Одеської дирекції Одеської залізниці на лінії Побережжя — Підгородна.
Розташований у селі Володимирівка Любашівського району Одеської області між станціями Жеребкове (16 км) та Заплази (7 км).
На платформі зупиняються приміські поїзди